# Antocha bidens
Antocha bidens är en tvåvingeart som beskrevs av Alexander 1932. Antocha bidens ingår i släktet Antocha och familjen småharkrankar. Inga underarter finns listade i Catalogue of Life.